# Thomas Bodo
Pour les articles homonymes, voir Bodo (homonymie).
Thomas Bodo, né le 7 octobre 1980 à Calais, est un coureur cycliste français. Il est devenu ensuite directeur sportif de l'équipe Dunkerque Littoral-Cofidis.

## Palmarès
- 1998
  - Tour de Pampelune
  - 2e du championnat de France du contre-la-montre juniors
- 2000
  - 3e de la Ronde de l'Isard d'Ariège
- 2008
  - 2e de la Boucle de l'Artois

## Classements mondiaux
| Année           | 2008 |
| --------------- | ---- |
| UCI Europe Tour | 418e |